# Bildstock (Seubrigshausen; Sankt-Kilians-Platz)

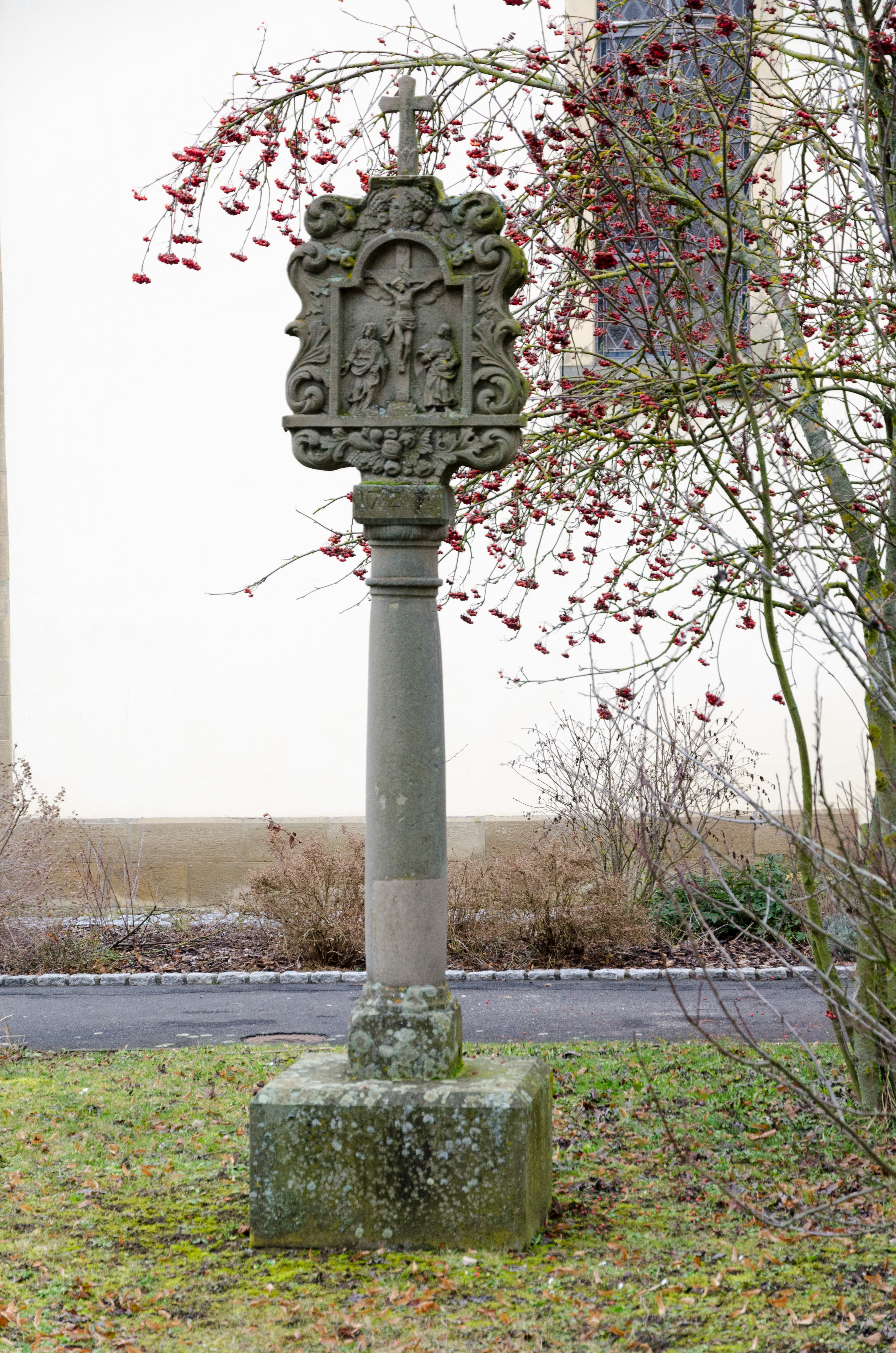
Bildstock in Seubrigshausen am Sankt-Kilians-Platz.

Der Bildstock am Sankt-Kilians-Platz befindet sich in Seubrigshausen, einem Gemeindeteil der Stadt Münnerstadt im unterfränkischen Landkreis Bad Kissingen am Sankt-Kilians-Platz. Er gehört zu den Baudenkmälern von Münnerstadt und ist unter der Nummer D-6-72-135-210 in der Bayerischen Denkmalliste registriert.

## Beschreibung
Der Bildstock besteht aus Sandstein und entstand im Jahr 1727.
Auf einem quadratischen Sockel stehen die 168 cm hohe Rundsäule und der 88 cm hohe Aufsatzblock.
Die eine Seite des Aufsatzes zeigt die Kreuzigung Christi mit den Assistenzfiguren der Muttergottes Maria und dem Apostel Johannes und darunter die Jahreszahl „1727“. Die andere Seite zeigt vor einer Muschelschiene eine Darstellung der Pietà und darunter ein Puttenköpfchen. Der Bildstock wird von einem Kreuz bekrönt.
Am Bildstock wurden Dornen befestigt, um die Raubvögel daran zu hindern, sich auf dem Bildstock niederzulassen.
Der Bildstock stand früher beim alten Friedhof bei der St.-Anna-Kirche. Im Krieg von 1870/71 war der Bruder des Ackerbesitzers gefallen. Aus diesem Grund ließ dieser den Bildstock auf sein Grundstück am Weichtunger Weg versetzen.